# Хайден, Бет
Элизабет Ли "Бет" Хайден по-мужу Рид (англ. Elizabeth Lee "Beth" Heiden; род. 27 сентября 1959, Мадисон, штат Висконсин, США) — американская конькобежка, лыжница и велогонщица, бронзовый призёр олимпийских игр 1980 года на дистанции 3000 м, чемпионка мира и 4-кратная призёр чемпионатов мира в классическом и спринтерском многоборьях, 4-кратная чемпионка США и 4-кратная призёр чемпионатов США. Чемпионка мира по шоссейным велогонкам в 1980 году.

## Биография
Бет Хайден выросла в районе Шорвуд-Хиллз, на западе Мадисона вместе со старшим братом Эриком Хайденом. В возрасте 7 лет увлекалась фигурным катанием, пойдя за своим братом. На первом курсе средней школы Мадисон-Вест в 1975 году она играла в теннис и футбол и в том же году установила национальный рекорд в беге на милю для своего возраста. Конькобежным спортом она занялась вместе с братом в 1972 году в "Madison Speed Skating Club", после знакомства с Дайаной Холум, которая и стала их первым тренером на ближайшие годы.
Уже в январе 1974 года Бет приняла участие в спринтерском чемпионате США и заняла 9-е место. В декабре 1975 года отобралась в олимпийскую команду на дистанции 3000 м, а в январе 1976 года выиграла серебряную медаль на чемпионате мира среди юниоров. Через месяц, в возрасте 16-ти лет участвовала на XII зимних Олимпийских играх в Инсбруке и заняла 11-е место в забеге на 3000 м. Через год вновь стала второй в многоборье на юниорском чемпионате мира.
В том же 1977 году она дебютировала на чемпионате мира в классическом многоборье и была близка к подиуму, заняв 4-е место. Следом на чемпионате мира в спринтерском многоборье финишировала 7-й. В 1978 году Бет выиграла почти всё, начиная с чемпионатов США в спринтерском и классическом многоборье, далее была первой на юниорском чемпионате мира и второй на чемпионате мира в спринтерском многоборье. А вот на чемпионате мира в классическом многоборье стала только 10-й.
Бет продолжила побеждать и в 1979 году. Завоевала золотые медали на чемпионате мира в классическом многоборье в Гааге, при этом выиграла на всех четырёх дистанциях. Второй раз подряд победила на юниорском чемпионате мира, а также выиграла серебряную медаль на чемпионате мира в спринтерском многоборье в Инцелле. В декабре 1979 года на чемпионате США на отдельных дистанциях стала 1-й в беге на 3000 м, а на других дистанциях была 2-й.
В 1980 году Бет выиграла серебро на чемпионате мира в классическом многоборье в Хамаре, далее бронзу на чемпионате мира в спринтерском многоборье в Уэст-Аллисе. В феврале на XIII зимних Олимпийских играх в Лейк-Плэсиде травма лодыжки подорвала её выступления и она выиграла только бронзовую медаль в забеге на 3000 м, заняла 5-е место в беге на 1000 м и 7-е места на 500 и 1500 м. В том же году вместе с братом она завершила карьеру в скоростном катании. 
Однако активно занимаясь велоспортом в течение последних 4-х лет в рамках своих кросс-тренировок по конькобежному спорту, она занялась им как видом спорта, выиграв чемпионат мира по велогонкам в 1980 году и была последней американкой, выигравшей чемпионат мира по шоссейным гонкам среди женщин. Она начала кататься на беговых лыжах по прихоти в 1981 году, когда работала над дипломом физика в Университете Вермонта, и выиграла чемпионат NCAA на дистанции 7,5 километра в 1983 году.

## Личная жизнь и семья
Бет училась в Университете Висконсина по специальности физика, но в 1981 году перевелась в  Вермонтский университет, который окончила в 1983 году. У неё степень бакалавра математики и магистра наук в области гражданского строительства. Она замужем за Расселом Ридом, преподавателем математики в Мичиганском технологическом институте. Бет является матерью двух сыновей Гаррета и Карла и младшей дочери Джоанн. Вместе с мужем работают в компании "Apple Computers" в Купертино и проживают в Пало-Алто. В 2005 году в Милуоки ей был установлен исторический Маркер (памятная доска), как выдающейся спортсменке.
Их старший сын Гарретт входил в состав юниорской олимпийской сборной Запада по лыжным гонкам. Дочь Джоанн занимается биатлоном и выступала за американскую сборную на олимпиаде в 2018 году. Её родители бывшие спортсмены. Мама Нэнси Хайден, дочь бывшего хоккейного тренера Висконсинского университета являлась признанной теннисисткой штата. Её отец Джек Хайден, хирург, был ведущим велосипедистом возрастной группы в стране - чемпионом штата среди взрослых в 1979-м году и вторым в стране в своем классе.

## Награды
- 1983 год - удостоена высшей академической награды NCAA Top Five Award в области спорта.
- 20 мая 1989 года - включена в Национальный зал славы конькобежного спорта США.[13]
- 1990 год - внесена в Зал спортивной славы Висконсина.[14]
- 1993 год - внесена в Зал спортивной славы Университета Вермонта.[15]